# Superskupina (biologie)
Superskupina (anglicky supergroup) slouží jako nejvyšší systematická jednotka mimo taxonomické ranky při fylogenetické klasifikaci eukaryot, která respektuje monofyletickou přirozenost a je relativně stabilní vzhledem k rozdílným hypotézám o pozici posledního společného předka. První koncept superskupin zveřejnil roku 2004 tým, který vede kanadský odborník Sina M. Adl. Tehdy rozlišili šest superskupin (plus mnoho skupin a rodů incertae sedis):
- Amoebozoa – améby a hlenky
- Opisthokonta – organismy s tlačným bičíkem včetně hub a živočichů
- Plantae – rostliny sensu lato
- Rhizaria – amébovité organismy s úzkými panožkami
- Chromalveolata – organismy se sekundárními plastidy získanými pohlcením ruduchy (parafylum)
- Excavata – organismy s typickou morfologií blízkou prvním eukaryotům včetně LECA

Toto nové členění eukaryot představovalo radikální změnu vůči dosud používanému rozdělení do několika říší, které byly často nepřirozené. Názorným příkladem je říše Protista, která zahrnovala většinu jednobuněčných eukaryot.
Koncept prošel v průběhu let mnoha úpravami, např. v roce 2012 byl prokázán parafyletismus chromalveolát a jejich zástupci byli spolu se skupinou Rhizaria včleněni do nové superskupiny SAR, jejíž název je utvořen z počátečních písmen vnitřních skupin Stramenopiles, Alveolata a Rhizaria a dnes bývá zapisován volně Sar, již nikoli jako zkratka. Dále byla zpochybněna monofylie exkavát.
Aktuálně (konec roku 2022) systém eukaryot zpravidla pracuje s následujícími devíti klady na pozici superskupin:
- Amorphea – spojení superskupin Obazoa (zahrnující Opisthokonta) a Amoebozoa,
- CRuMs – nepočetná skupina podiátních protistů,
- Archaeplastida – rostliny včetně heterotrofních taxonů Picozoa a Rhodelphidia,
- TSAR, případně bez nepočetné skupiny Telonemia[pozn. 3][pozn. 4] pouze SAR – většina taxonů bývalé říše Chromista/Chromalveolata
- Cryptista, případně Pancryptista – doplněná o rod Microheliella,
- Haptista, případně rozdělená[pozn. 4] na
  - Haptophyta a
  - Centrohelea,
- Provora – nepočetná, haptistům blízká superskupina tvořená kmeny Nibbleridia (pouhé 2 rody) a Nebulidia (pouhé 2 rody)[8]
- Hemimastigophora (syn. Spironemida) – nepočetná (pouhé 2 rody) skupina kortikátních protistů
- Discoba – většina  exkavátních taxonů[pozn. 5].

Vedle těchto superskupin existuje řada taxonů v postavení incertae sedis; z potenciálních dalších superskupin jsou to metamonády, malawimonády a ankyromonády (syn. planomonády).

## Vývoj klasifikace organismů do superskupin
Tabulka nabízí přehled změn v systému superskupin. V prvním sloupci je výběr základních eukaryotických taxonů, další sloupce informují o jejich příslušnosti k daným superskupinám v průběhu let. Některé aktualizace jsou v podstatě pouze formálními úpravami (je pouze otázkou konvence, co přesně považovat za superskupinu a co za taxon nižší či vyšší). Taxony jejichž monofylie byla zpochybněna nebo je nejistá jsou označeny hvězdičkou (*).
|                   | 2005                                    | 2012                           | 2019                                               | 2020                         | 2022             |
| ----------------- | --------------------------------------- | ------------------------------ | -------------------------------------------------- | ---------------------------- | ---------------- |
| Amoebozoa         | Amoebozoa                               | Amoebozoa                      | Amoebozoa                                          | Amorphea                     | Amorphea         |
| Fungi             | Opisthokonta                            | Opisthokonta                   | Obazoa                                             | Amorphea                     | Amorphea         |
| Choanoflagelata   | Opisthokonta                            | Opisthokonta                   | Obazoa                                             | Amorphea                     | Amorphea         |
| Metazoa           | Opisthokonta                            | Opisthokonta                   | Obazoa                                             | Amorphea                     | Amorphea         |
| Breviatea         | (tehdy neznámé)                         | incertae sedis                 | Obazoa                                             | Amorphea                     | Amorphea         |
| Apusomonadida     | Apusomonadidae – incertae sedis         | incertae sedis                 | Obazoa                                             | Amorphea                     | Amorphea         |
| Collodyctionidae  | incertae sedis                          | incertae sedis                 | "CRuMs" – incertae sedis CRuMs                     | CRuMs                        | CRuMs            |
| Rigidifilida      | incertae sedis                          | incertae sedis                 | "CRuMs" – incertae sedis CRuMs                     | CRuMs                        | CRuMs            |
| Viridiplantae     | Archaeplastida (před 2005 říše Plantae) | Archaeplastida                 | Archaeplastida(*)                                  | Archaeplastida*              | Archaeplastida   |
| Glaucophyta       | Archaeplastida (před 2005 říše Plantae) | Archaeplastida                 | Archaeplastida(*)                                  | Archaeplastida*              | Archaeplastida   |
| Rhodophyta        | Archaeplastida (před 2005 říše Plantae) | Archaeplastida                 | Archaeplastida(*)                                  | Archaeplastida*              | Archaeplastida   |
| Rhodelphidia      | (tehdy neznámé)                         | (tehdy neznámé)                | Archaeplastida(*)                                  | Archaeplastida*              | Archaeplastida   |
| Picozoa           | (tehdy neznámé)                         | Picobiliphyta – incertae sedis | incertae sedis                                     | incertae sedis               | Archaeplastida   |
| Telonemia         | Telonema - incertae sedis               | Telonema - incertae sedis      | incertae sedis                                     | TSAR                         | Telonemia        |
| Rhizaria          | Rhizaria                                | SAR                            | Sar                                                | TSAR                         | SAR              |
| Alveolata         | *Chromalveolata                         | SAR                            | Sar                                                | TSAR                         | SAR              |
| Stramenopila      | *Chromalveolata                         | SAR                            | Sar                                                | TSAR                         | SAR              |
| Haptophyta        | *Chromalveolata                         | incertae sedis                 | Haptista(*)                                        | Haptista                     | Haptophyta       |
| Centroplasthelida | *Chromalveolata                         | Centrohelida – incertae sedis  | Haptista(*)                                        | Haptista                     | Centrohelea      |
| Cryptophyta       | *Chromalveolata                         | Cryptophyceae – incertae sedis | Cryptista                                          | Cryptista                    | Pancryptista     |
| Ketablepharidae   | *Chromalveolata                         | incertae sedis                 | Cryptista                                          | Cryptista                    | Pancryptista     |
| Microheliella     | (tehdy neznámé)                         | (tehdy neznámé)                | incertae sedis                                     | incertae sedis               | Pancryptista     |
| Hemimastigophora  | Spironemidae – incertae sedis           | Spironemidae – incertae sedis  | Hemimastigophora – incertae sedis Hemimastigophora | Hemimastigophora             | Hemimastigophora |
| Discoba           | Excavata*                               | Excavata*                      | "Excavates"* – incertae sedis                      | incertae sedis               | Discoba          |
| Metamonada        | Excavata*                               | Excavata*                      | "Excavates"* – incertae sedis                      | incertae sedis               | incertae sedis   |
| Malawimonadida    | Excavata*                               | Excavata*                      | incertae sedis                                     | incertae sedis               | incertae sedis   |
| Ancyromonadida    | Ancyromonas – incertae sedis            | incertae sedis                 | incertae sedis                                     | incertae sedis               | incertae sedis   |
| Provora           | (tehdy neznámé)                         | (tehdy neznámé)                | Ancoracysta – incertae sedis                       | Ancoracysta – incertae sedis | Provora          |